# 蒂格雷區
蒂格雷區（西班牙語：Distrito de Tigre），是秘魯的一個區，位於該國東北部洛雷託大區的洛雷托省，始建於1943年7月2日，面積19,785.7平方公里，海拔高度125米，2005年人口7,616，人口密度每平方公里0.38人。